# 段素通
段素通，一作「段阿統」，段素廉之子，因為品性不良被廢除世子之位，以致於沉迷酒色，弄壞了身子，在段素廉逝世之前就已經過世了。而段素通的兒子段素真年僅11歲，難以擔起國政，所以段素廉将皇位傳给32歲的侄子段素隆。